# Sainte-Hélène-du-Lac
Sainte-Hélène-du-Lac és un municipi francès situat al departament de la Savoia i a la regió d'Alvèrnia-Roine-Alps. L'any 2007 tenia 653 habitants.

## Demografia

### Població
El 2007 la població de fet de Sainte-Hélène-du-Lac era de 653 persones. Hi havia 230 famílies de les quals 48 eren unipersonals (32 homes vivint sols i 16 dones vivint soles), 67 parelles sense fills, 107 parelles amb fills i 8 famílies monoparentals amb fills.
La població ha evolucionat segons el següent gràfic:
Habitants censats

### Habitatges
El 2007 hi havia 269 habitatges, 238 eren l'habitatge principal de la família, 23 eren segones residències i 8 estaven desocupats. 260 eren cases i 8 eren apartaments. Dels 238 habitatges principals, 201 estaven ocupats pels seus propietaris, 34 estaven llogats i ocupats pels llogaters i 4 estaven cedits a títol gratuït; 1 tenia una cambra, 5 en tenien dues, 18 en tenien tres, 57 en tenien quatre i 157 en tenien cinc o més. 218 habitatges disposaven pel capbaix d'una plaça de pàrquing. A 85 habitatges hi havia un automòbil i a 147 n'hi havia dos o més.

### Piràmide de població
La piràmide de població per edats i sexe el 2009 era:
| Homes | Edats   | Dones |
| ----- | ------- | ----- |
| 0     | 95 o +  | 0     |
| 0     | 90 a 94 | 0     |
| 4     | 85 a 89 | 8     |
| 4     | 80 a 84 | 4     |
| 4     | 75 a 79 | 12    |
| 4     | 70 a 74 | 8     |
| 12    | 65 a 69 | 0     |
| 20    | 60 a 64 | 16    |
| 8     | 55 a 59 | 16    |
| 24    | 50 a 54 | 20    |
| 20    | 45 a 49 | 20    |
| 28    | 40 a 44 | 40    |
| 24    | 35 a 39 | 32    |
| 20    | 30 a 34 | 20    |
| 12    | 25 a 29 | 8     |
| 20    | 20 a 24 | 28    |
| 16    | 15 a 19 | 28    |
| 20    | 10 a 14 | 24    |
| 24    | 5 a 9   | 32    |
| 12    | 0 a 4   | 8     |

## Economia
El 2007 la població en edat de treballar era de 447 persones, 326 eren actives i 121 eren inactives. De les 326 persones actives 311 estaven ocupades (172 homes i 139 dones) i 16 estaven aturades (9 homes i 7 dones). De les 121 persones inactives 40 estaven jubilades, 46 estaven estudiant i 35 estaven classificades com a «altres inactius».

### Ingressos
El 2009 a Sainte-Hélène-du-Lac hi havia 240 unitats fiscals que integraven 686 persones, la mediana anual d'ingressos fiscals per persona era de 19.556 €.

### Activitats econòmiques
Dels 64 establiments que hi havia el 2007, 1 era d'una empresa extractiva, 1 d'una empresa alimentària, 6 d'empreses de fabricació de material elèctric, 1 d'una empresa de fabricació d'elements pel transport, 6 d'empreses de fabricació d'altres productes industrials, 4 d'empreses de construcció, 16 d'empreses de comerç i reparació d'automòbils, 4 d'empreses de transport, 2 d'empreses d'hostatgeria i restauració, 1 d'una empresa d'informació i comunicació, 7 d'empreses financeres, 2 d'empreses immobiliàries, 10 d'empreses de serveis, 2 d'entitats de l'administració pública i 1 d'una empresa classificada com a «altres activitats de serveis».
Dels 7 establiments de servei als particulars que hi havia el 2009, 1 era un paleta, 1 guixaire pintor, 2 fusteries, 1 restaurant i 2 agències immobiliàries.
L'any 2000 a Sainte-Hélène-du-Lac hi havia 12 explotacions agrícoles que ocupaven un total de 276 hectàrees.

## Equipaments sanitaris i escolars
El 2009 hi havia una escola elemental integrada dins d'un grup escolar amb les comunes properes formant una escola dispersa.

## Poblacions més properes
El següent diagrama mostra les poblacions més properes.